# Hans Fischer (SS-Oberführer)
Hans Fischer, född 21 augusti 1906 i Rottenbach, försvunnen 1 maj 1945, var en tysk promoverad jurist och SS-Oberführer. Han beklädde flera höga poster inom Gestapo och var under Tysklands fälttåg mot Polen 1939 befälhavare för Einsatzgruppe III.

## Biografi
Fischer studerade rättsvetenskap vid universiteten i Jena, Halle och Königsberg och promoverades 1933 till juris doktor. Den 1 maj 1932 blev han medlem av Nationalsocialistiska tyska arbetarepartiet (NSDAP) och SS. Under 1930-talets senare hälft var Fischer chef för Gestapo i Erfurt, Münster och Breslau.

### Andra världskriget
Den 1 september 1939 anföll Tyskland sin östra granne Polen och andra världskriget inleddes. I kölvattnet på de framryckande tyska trupperna följde särskilda insatsgrupper, Einsatzgruppen, vilka hade i uppgift att eliminera personer som kunde tänkas leda det polska motståndet, t.ex. politiska aktivister, intelligentia och reservister. Därtill mördade insatsgrupperna polska judar. Fischer utsågs i september 1939 till chef för Einsatzgruppe III. Fischers Einsatzgruppe bestod av Einsatzkommando 1 under Wilhelm Scharpwinkel och Einsatzkommando 2 under Fritz Liphardt och följde efter 8:e armén som anfördes av general Johannes Blaskowitz.
Mellan 1941 och 1944 var Fischer inspektör för Sicherheitspolizei (Sipo) och Sicherheitsdienst (SD) i Stuttgart och tillika befälhavare för Sicherheitspolizei och Sicherheitsdienst i ämbetsområdet Straßburg-Elsaß. Under andra världskrigets sista år var han inspektör för Sicherheitspolizei och Sicherheitsdienst i Berlin. Fischer försvann den 1 maj 1945.